# Etiketbier

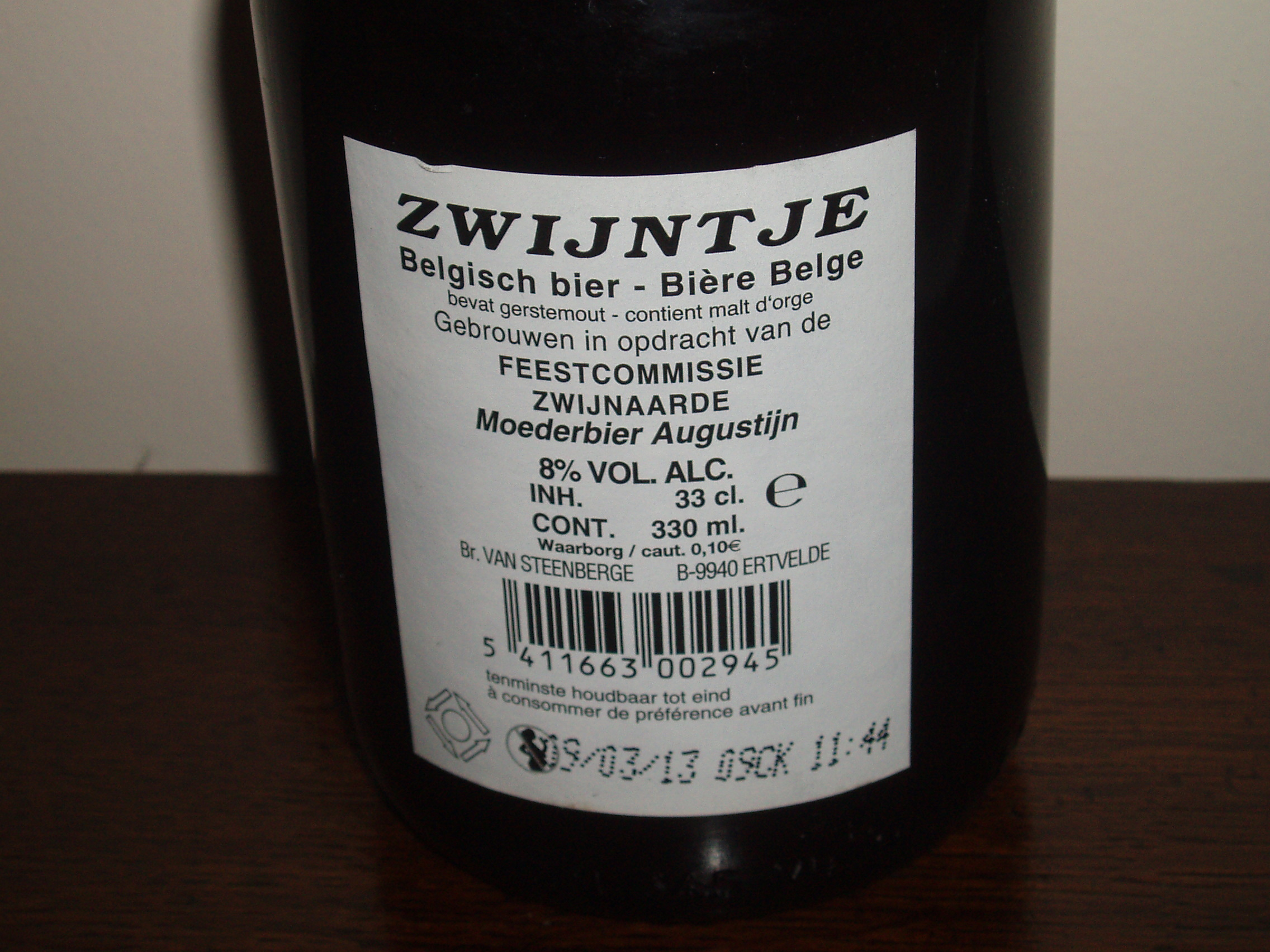
Vermelding van het moederbier Augustijn op het etiket van Zwijntje.

Een etiketbier is een bier dat gebrouwen wordt in een gewone brouwerij maar niet wordt verkocht onder de naam van het merkbier. Supermarktbieren zijn een bekend voorbeeld van etiketbieren. 
Een etiketbier is dus een bier met dezelfde waarneembare eigenschappen (kleur, smaak en geur) als een eerder geproduceerd bier (moederbier) van dezelfde brouwerij en beide bieren worden op hetzelfde moment op de markt gebracht. Wanneer een biernaam verdwijnt en wordt vervangen door een nieuwe naam, wordt dit bier niet als etiketbier beschouwd. Een voorbeeld hiervan is Bavik Witbier waarvan de naam om commerciële redenen gewijzigd werd naar Wittekerke.

Wanneer een bier om één of andere reden in een ander land onder een andere naam uitgebracht wordt, is er ook geen sprake van een etiketbier. Een voorbeeld is Bush waarbij de brouwers voor de export van hun bier problemen kregen met de grote brouwerij Anheuser-Busch wegens de mogelijke naamsverwarring. Hun bier bestemd voor de export heeft zodoende de naam Scaldis gekregen.
De Belgische biervereniging Zythos ijvert ervoor dat de brouwers van etiketbier op het etiket het moederbier vermelden. Dit gebeurt eigenlijk zelden. Enkele zeldzame voorbeelden zijn de etiketbieren Briekebakker en Darinckdelver, waarbij de moederbieren Alvinne Tripel en Podge Belgian Imperial Stout vermeld staan. Indien men een origineel bier gebruikt om een nieuw bier te maken en daarbij het recept een beetje wijzigt (met extra kruiden, meer of minder suiker enz.) is er meestal geen sprake meer van een etiketbier en spreekt men niet van moederbier maar van basisbier.

Om te bepalen of er al of niet sprake is van een etiketbier gebruikt men de drieglazentest. Men vult twee glazen met het moederbier en één glas met het vermeende etiketbier en laat deze blindproeven door een panel van bierkenners. Wanneer het merendeel geen verschil proeft tussen de drie bieren wordt het bier beschouwd als etiketbier.